# Pianosa (Wyspy Toskańskie)
Pianosa (wł. Isola Pianosa, łac. Planasia) – wyspa położona na Morzu Śródziemnym. Jej powierzchnia wynosi 10 km². Najwyższy punkt wznosi się na wysokości 27 m n.p.m. Wchodzi w skład archipelagu Wysp Toskańskich.
W starożytności nazywana Planazja. Wspomniana została m.in. w dziele Strabona Geografia 2,5. Kojarzona głównie jako miejsce zesłania i śmierci Agrypy Postumusa. Na wyspie odkryto pozostałości po rzymskich willach, katakumbach, niewielkim teatrze i łaźniach.
W 1856 roku założono na wyspie więzienie.
Amerykański pisarz Joseph Heller, autor powieści Paragraf 22, umiejscowił na Pianosie bazę dywizjonu lotnictwa bombowego Stanów Zjednoczonych i zarazem miejsce akcji swojej książki.